# Kanał Dychowski
Kanał Dychowski – tzw. kanał derywacyjny zbudowany w latach 1933–1936. Zaopatruje w wodę Dychowski Zbiornik Wodny przy elektrowni wodnej w Dychowie. Kanał zasilany jest wodą z rzeki Bóbr. Łączy miejscowości Krzywaniec i Dychów w województwie lubuskim. Ma znaczenie głównie energetyczne, ale także w pewnym stopniu turystyczne. Nad kanałem przerzucony jest dawny most kolejowy nieistniejącej linii Lubsko – Krosno Odrzańskie.